# Llista de monuments del Baix Aragó
Llista de monuments del Baix Aragó inclosos en el registre de béns arquitectònics del patrimoni cultural aragonès per la comarca del Baix Aragó. Inclou els classificats com a Béns d'Interès Cultural i com a Béns Catalogats.
| Monument                                                                         | Tipus              | Localització                                                  | Coordenades                                                | Codi?                 | Imatge |
| -------------------------------------------------------------------------------- | ------------------ | ------------------------------------------------------------- | ---------------------------------------------------------- | --------------------- | --- |
| Torre del Campamento                                                             | BIC Arq. militar   | Alcanyís Sobre un turó al costat de la carretera N-232        | 41° 02′ 09″ N, 0° 07′ 22″ O / 41.03583355°N,0.12271642°O   | 1-INM-TER-028-013-015 | Torre del Campamento (Alcanyís) · Vegeu més fotos d'aquest monument · Carregueu una nova foto d'aquest monument                           |
| Torre de Gordizo                                                                 | BIC Arq. militar   | Alcanyís Sobre un morrot en la carretera d'Alcanyís a Casp    | 41° 07′ 33″ N, 0° 08′ 44″ O / 41.1259169°N,0.14565467°O    | 1-INM-TER-028-013-016 | Torre de Gordizo (Alcanyís) · Vegeu més fotos d'aquest monument · Carregueu una nova foto d'aquest monument                               |
| Muralla d'Alcanyís                                                               | BIC Arq. militar   | Alcanyís                                                      | 41° 03′ 05″ N, 0° 08′ 09″ O / 41.05135362°N,0.135902166°O  | 1-INM-TER-028-013-017 | Muralla (Alcanyís) · Vegeu més fotos d'aquest monument · Carregueu una nova foto d'aquest monument                                        |
| Casa consistorial d'Alcanyís                                                     | BIC Arq. pública   | Alcanyís Plaça d'Espanya, 1                                   | 41° 03′ 02″ N, 0° 07′ 57″ O / 41.050472°N,0.132417°O       | RI-51-0000927         | Ajuntament (Alcanyís) · Vegeu més fotos d'aquest monument · Carregueu una nova foto d'aquest monument                                     |
| Castell dels Calatravos, o Castell de la Concòrdia                               | BIC Arq. militar   | Alcanyís                                                      | 41° 02′ 54″ N, 0° 07′ 58″ O / 41.048333°N,0.132639°O       | RI-51-0000312         | Castell dels Calatravos (Alcanyís) · Vegeu més fotos d'aquest monument · Carregueu una nova foto d'aquest monument                        |
| Església de Santa Maria la Major                                                 | BIC Arq. religiosa | Alcanyís Plaça d'Espanya, 10                                  | 41° 03′ 04″ N, 0° 07′ 56″ O / 41.051111°N,0.132222°O       | RI-51-0005377         | Església de Santa Maria la Major (Alcanyís) · Vegeu més fotos d'aquest monument · Carregueu una nova foto d'aquest monument               |
| La Llotja                                                                        | BIC Arq. comercial | Alcanyís Plaça d'Espanya                                      | 41° 03′ 02″ N, 0° 07′ 57″ O / 41.050611°N,0.132444°O       | RI-51-0000928         | La Llotja (Alcanyís) · Vegeu més fotos d'aquest monument · Carregueu una nova foto d'aquest monument                                      |
| Església del Carme, o convent                                                    | BC                 | Alcanyís                                                      | 41° 02′ 51″ N, 0° 07′ 46″ O / 41.047372806°N,0.129400491°O | 7-INM-TER-019-013-004 | Església del Carme (Alcanyís) · Vegeu més fotos d'aquest monument · Carregueu una nova foto d'aquest monument                             |
| Església de Santa Maria la Major                                                 | BIC Arq. religiosa | Alcorisa                                                      | 40° 53′ 29″ N, 0° 22′ 51″ O / 40.891297°N,0.380724°O       | RI-51-0010897         | Església de Santa Maria la Major (Alcorisa) · Vegeu més fotos d'aquest monument · Carregueu una nova foto d'aquest monument               |
| Torre Piquer                                                                     | BIC Arq. militar   | Berge Als afores per pistes forestals                         | 40° 50′ 39″ N, 0° 23′ 07″ O / 40.844145596°N,0.3852188°O   | 1-INM-TER-028-040-004 | Torre Piquer (Berge) · Vegeu més fotos d'aquest monument · Carregueu una nova foto d'aquest monument                                      |
| Església de Sant Pere Màrtir                                                     | BC                 | Berge                                                         | 40° 51′ 24″ N, 0° 25′ 37″ O / 40.8567900°N,0.42702913°O    | 7-INM-TER-019-040-001 | Carregueu una nova foto d'aquest monument                                                                                                 |
| Castell de Calanda                                                               | BIC                | Calanda                                                       | 40° 56′ 19″ N, 0° 13′ 53″ O / 40.938483°N,0.231348°O       | 1-INM-TER-028-051-010 | Castell de Calanda · Vegeu més fotos d'aquest monument · Carregueu una nova foto d'aquest monument                                        |
| Convent de Carmelites Descalços, convent del Desert de Calanda o Torre del Carme | BC                 | Calanda                                                       | 40° 53′ 56″ N, 0° 09′ 26″ O / 40.898755°N,0.157188°O       | 1-INM-TER-028-051-007 | Convent de Carmelites Descalços (Calanda) · Vegeu més fotos d'aquest monument · Carregueu una nova foto d'aquest monument                 |
| Antic convent dels Pares Dominics                                                | BC                 | Calanda                                                       | 40° 56′ 17″ N, 0° 13′ 41″ O / 40.9381464°N,0.22809505°O    | 1-INM-TER-028-051-011 | Antic convent dels Pares Dominics (Calanda) · Vegeu més fotos d'aquest monument · Carregueu una nova foto d'aquest monument               |
| Casa Fortón-Cascajares                                                           | BC                 | Calanda                                                       | 40° 56′ 21″ N, 0° 13′ 42″ O / 40.93920002°N,0.2284276°O    | 7-INM-TER-019-051-001 | Casa Fortón-Cascajares (Calanda) · Vegeu més fotos d'aquest monument · Carregueu una nova foto d'aquest monument                          |
| Castell de Bunyol                                                                | BIC                | La Ginebrosa                                                  | 40° 52′ 50″ N, 0° 12′ 27″ O / 40.8806°N,0.2075°O           | 1-INM-TER-028-118-005 | Carregueu una nova foto d'aquest monument                                                                                                 |
| Església de Sant Joan Baptista                                                   | BIC Arq. religiosa | El Mas de les Mates                                           | 40° 50′ 02″ N, 0° 14′ 31″ O / 40.833800°N,0.241864°O       | RI-51-0010894         | Església de Sant Joan Baptista (el Mas de les Mates) · Vegeu més fotos d'aquest monument · Carregueu una nova foto d'aquest monument      |
| Casa consistorial                                                                | BIC Arq. pública   | La Torrocella d'Alcanyís Adossat a l'església de la Nativitat | 40° 57′ 39″ N, 0° 05′ 26″ O / 40.960905°N,0.09051°O        | 7-INM-TER-019-221-001 | Casa consistorial (la Torrocella d'Alcanyís) · Vegeu més fotos d'aquest monument · Carregueu una nova foto d'aquest monument              |
| Església de la Nativitat de Nostra Senyora                                       | BIC Arq. religiosa | Valdealgorfa                                                  | 40° 59′ 26″ N, 0° 02′ 06″ O / 40.990685°N,0.034971°O       | RI-51-0004698         | Església de la Nativitat de Nostra Senyora (Valdealgorfa) · Vegeu més fotos d'aquest monument · Carregueu una nova foto d'aquest monument |